# Sterculia kingtungensis
Sterculia kingtungensis är en malvaväxtart som beskrevs av Hsiang Hao Hsue, Y.Tang, M.G.Gilbert och Dorr. Sterculia kingtungensis ingår i släktet Sterculia och familjen malvaväxter. Inga underarter finns listade i Catalogue of Life.